# Comuna Tăureni, Mureș
Tăureni (în maghiară: Mezőtóhát, în germană: Teichrück) este o comună în județul Mureș, Transilvania, România, formată din satele Fânațe, Moara de Jos și Tăureni (reședința).

## Demografie
Componența etnică a comunei Tăureni
     Români (82,59%)
     Romi (13,6%)
     Alte etnii (0,44%)
     Necunoscută (3,37%)
Componența confesională a comunei Tăureni
     Ortodocși (92,49%)
     Penticostali (1,52%)
     Alte religii (2,39%)
     Necunoscută (3,59%)
Conform recensământului efectuat în 2021, populația comunei Tăureni se ridică la 919 locuitori, în scădere față de recensământul anterior din 2011, când fuseseră înregistrați 989 de locuitori. Majoritatea locuitorilor sunt români (82,59%), cu o minoritate de romi (13,6%), iar pentru 3,37% nu se cunoaște apartenența etnică. Din punct de vedere confesional, majoritatea locuitorilor sunt ortodocși (92,49%), cu o minoritate de penticostali (1,52%), iar pentru 3,59% nu se cunoaște apartenența confesională.

## Politică și administrație
Comuna Tăureni este administrată de un primar și un consiliu local compus din 9 consilieri. Primarul, Ovidiu-Petru Oltean[*], de la Partidul Social Democrat, este în funcție din 2000. Începând cu alegerile locale din 2024, consiliul local are următoarea componență pe partide politice:
|  | Partid                    | Consilieri | Componența Consiliului | Componența Consiliului | Componența Consiliului | Componența Consiliului | Componența Consiliului | Componența Consiliului | Componența Consiliului |
|  | ------------------------- | ---------- | ---------------------- | ---------------------- | ---------------------- | ---------------------- | ---------------------- | ---------------------- | ---------------------- |
|  | Partidul Social Democrat  | 7          |                        |                        |                        |                        |                        |                        |                        |
|  | Partidul Național Liberal | 2          |                        |                        |                        |                        |                        |                        |                        |